# Macrocarpaea glabra
Macrocarpaea glabra är en gentianaväxtart som först beskrevs av Carl von Linné d.y., och fick sitt nu gällande namn av Ernest Friedrich Gilg. Macrocarpaea glabra ingår i släktet Macrocarpaea och familjen gentianaväxter. Inga underarter finns listade i Catalogue of Life.